# Họ Thằn lằn bóng
Họ Thằn lằn bóng hay Rắn mối (danh pháp khoa học: Scincidae) là một họ trong phân thứ bộ Scincomorpha. Với hơn 1.500 loài đã mô tả, đây là một trong những họ thằn lằn đa dạng nhất.

## Mô tả
Các loài thằn lằn bóng có thể trông giống các loài thuộc họ Lacertidae, nhưng hầu hết không có phần cổ rõ ràng, chân lại tương đối nhỏ; một số chi (như Typhlosaurus) còn không có chân. Ở một số chi khác, như Neoseps, chân thoái hóa mạnh, mỗi bàn có dưới năm ngón. Với những loài này, cách di chuyển của chúng gợi đến rắn hơn là những loại thằn lằn có chân phát triển đầy đủ. Ngón chân càng dài, càng có nhiều khả năng chúng sống trên cây.
Đa số loài có đuôi dài, chóp nhọn, có thể đứt ra nếu động vật săn mồi chộp phải. Những loài như vậy có thể tái tạo phần đuôi đã mất, dù không hoàn hảo.
Một số loài thằn lằn bóng khá nhỏ; Scincella lateralis thường có chiều dài điển hình 7,5 đến 14,5 cm (3,0 đến 5,7 in) trước, hơn một nửa con số là chiều dài đuôi. Tuy vậy, đa phần rắn mối có kích thước vừa, với chiều dài từ mỏm tới huyệt khoảng 12 cm (4,7 in). Corucia zebrata là loài rắn mối lớn nhất, có thể đạt chiều dài mỏm-huyệt 35 cm (14 in).
Các loài trong chi Prasinohaema có máu màu lục do lượng biliverdin trong máu.

## Lịch sử
Thằn lằn "kiểu Scincidae" được ghi nhận trong hóa thạch từ 140 triệu năm trước, vào thời kỳ Creta sớm. Sự tương đồng này nằm chủ yếu ở đặc điểm xương hàm. Hóa thạch chắc chắn là thằn lằn bóng xuất hiện trễ hơn, vào thế Miocen.
Những chi rắn mối sau được ghi nhận trong hóa thạch:
- †Aethesia
- †Aocnodromeus
- †Axonoscincus
- †Ayalasaurus
- †Berruva
- †Gekkomimus
- Lygosoma
- †Orthoscincus
- †Orthrioscincus
- Parotosaurus
- †Penemabuya
- †Sauriscus
- Sphenomorphus
- Tiliqua

## Hành vi
Một nét có ở gần như mọi loài thằn lằn bóng là khả năng đào hang. Chúng dành hầu hết thời gian dưới đất nhằm tránh động vật ăn thịt, có khi còn đào qua khe nước. Chúng lấy lưỡi "ngửi" không khí và lần dấu con mồi. Khi thấy mối, chúng đuổi theo cho tới khi chộp được và nuốt trọn.

### Chế độ ăn
Thằn lằn bóng chủ yếu ăn côn trùng. Những con mồi điển hình của chúng là ruồi, dế mèn, châu chấu, bọ cánh cứng, và sâu bướm, nhện, mối, ve sầu. Nhiều loài còn ăn giun đất, cuốn chiếu, ốc sên, sên lãi, chân đều, bướm đêm, thằn lằn khác và gặm nhấm nhỏ. Số ít loài, nhất là những loài hay được nuôi làm "thú cưng", ăn tạp hơn,và có thể giữ chế độ ăn 60% rau/lá/trái cây và 40% thịt (côn trùng, gặm nhấm).

## Các chi
Nhiều chi lớn, ví dụ Mabuya, vẫn chưa được nghiên cứu sâu, và sự phân loại hiện chưa thống nhất. Có một số loài từng thuộc Mabuya đã được chuyển qua Trachylepis, Chioninia, và Eutropis.
- Ablepharus
- Acontias
- Acontophiops
- Adrasteia
- Afroablepharus
- Alinea
- Allengreers
- Amphiglossus
- Androngo
- Anomalopus
- Apterygodon
- Aspronema
- Asymblepharus
- Ateuchosaurus
- Barkudia
- Bartleia
- Bassiana
- Brachymeles
- Brasiliscincus
- Caledoniscincus
- Calyptotis
- Capitellum
- Carlia
- Cautula
- Celatiscincus
- Chabanaudia
- Chalcides
- Chalcidoseps
- Coeranoscincus
- Cophoscincopus
- Corucia
- Cryptoblepharus
- Cryptoscincus
- Ctenotus
- Cyclodina
- Cyclodomorphus
- Dasia
- Davewakeum
- Egernia
- Emoia
- Eremiascincus
- Eroticoscincus
- Eugongylus
- Eulamprus
- Eumeces
- Eumecia
- Eurylepis
- Eutropis
- Exila
- Feylinia
- Fojia
- Geomyersia
- Geoscincus
- Glaphyromorphus
- Gnypetoscincus
- Gongylomorphus
- Gongylus
- Graciliscincus
- Haackgreerius
- Hakaria
- Helioscincus
- Hemiergis
- Hemisphaeriodon
- Isopachys
- Janetaescincus
- Kanakysaurus
- Lacertaspis
- Lacertoides
- Lacertus
- Lamprolepis
- Lampropholis
- Lankascincus
- Larutia
- Leiolopisma
- Lepidothyris
- Leptoseps
- Leptosiaphos
- Lerista
- Lioscincus
- Lipinia
- Lobulia
- Lubuya
- Lygisaurus
- Lygosoma
- Mabuya
- Macroscincus
- Maniciola
- Maracaiba
- Marisora
- Marmorosphax
- Melanoseps
- Menetia
- Mesoscincus
- Mochlus
- Morethia
- Nangura
- Nannoscincus
- Ndurascincus
- Neoseps
- Nessia
- Niveoscincus
- Notomabuya
- Notoscincus
- Novoeumeces
- Oligosoma
- Ophiomorus
- Ophioscincus
- Orosaura
- Pamelaescincus
- Panaspis
- Panopa
- Papuascincus
- Parachalcides
- Paracontias
- Paralipinia
- Parvoscincus
- Phoboscincus
- Plestiodon
- Prasinohaema
- Proablepharus
- Proscelotes
- Pseudoacontias
- Pseudemoia
- Psychosaura
- Pygmaeascincus
- Pygomeles
- Riopa
- Ristella
- Saiphos
- Saproscincus
- Scelotes
- Scincella
- Scincopus
- Scincus
- Scolecoseps
- Sepsina
- Sigaloseps
- Simiscincus
- Sirenoscincus
- Sphenomorphus (có lẽ đa ngành)
- Sphenops
- Spondylurus
- Tachygia
- Techmarscincus
- Tiliqua
- Trachylepis
- Tribolonotus
- Tropidophorus
- Tropidoscincus
- Typhlacontias
- Typhlosaurus
- Varzea
- Vietnascincus
- Voeltzkowia

## Chú thích

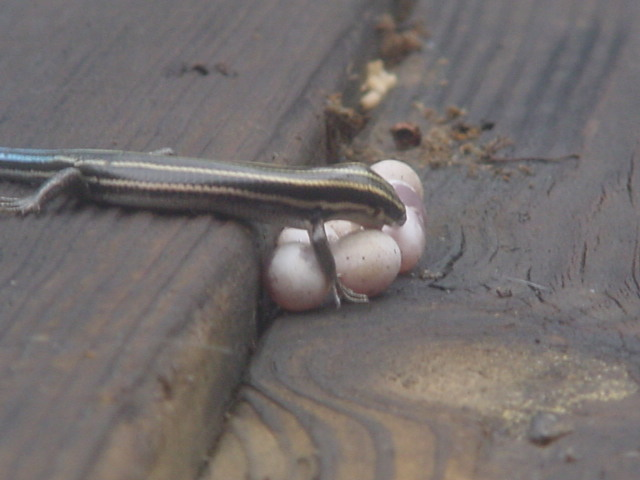
Thằn lằn bóng cái và trứng
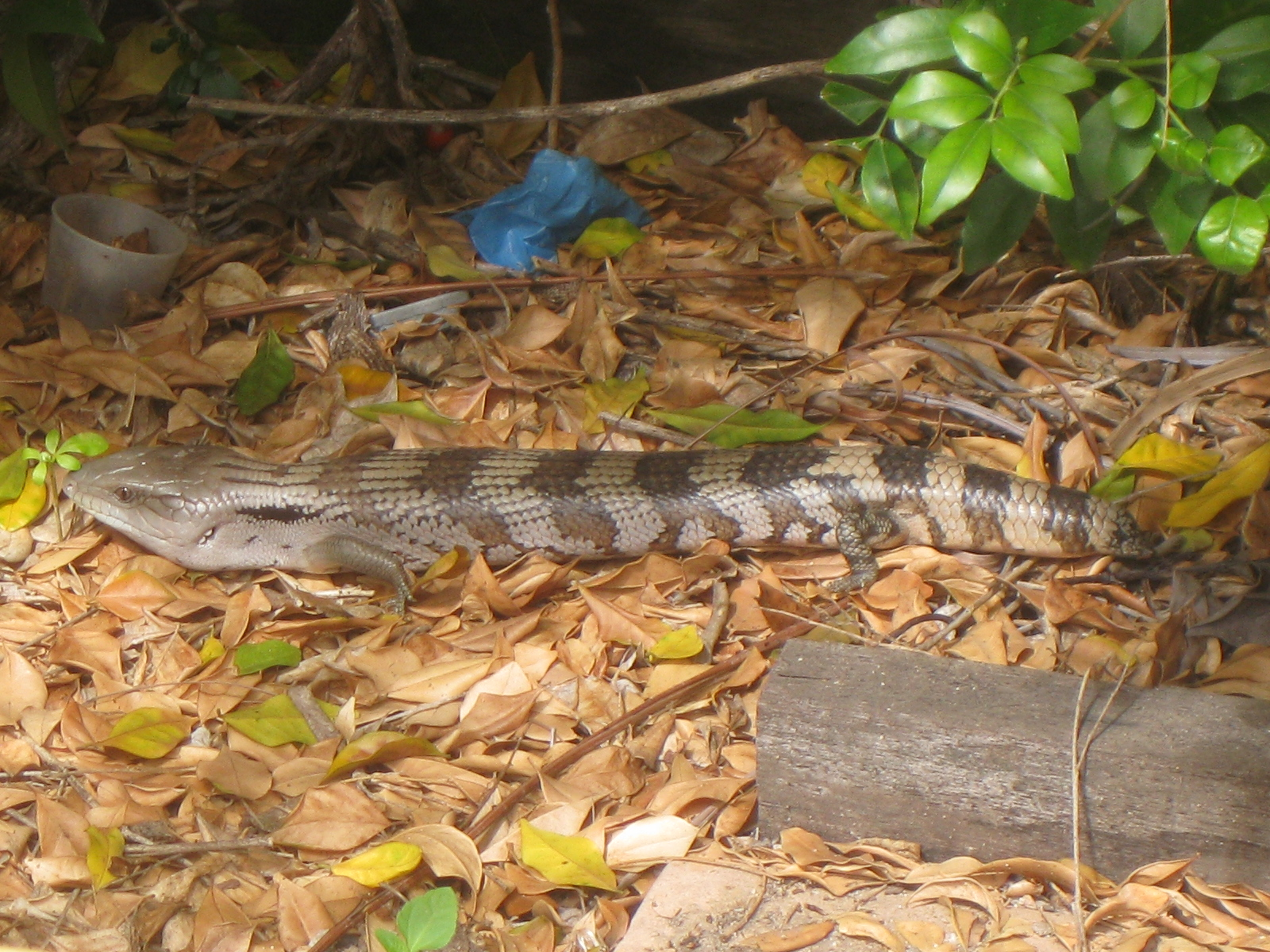
Một con thằn lằn bóng ở Úc
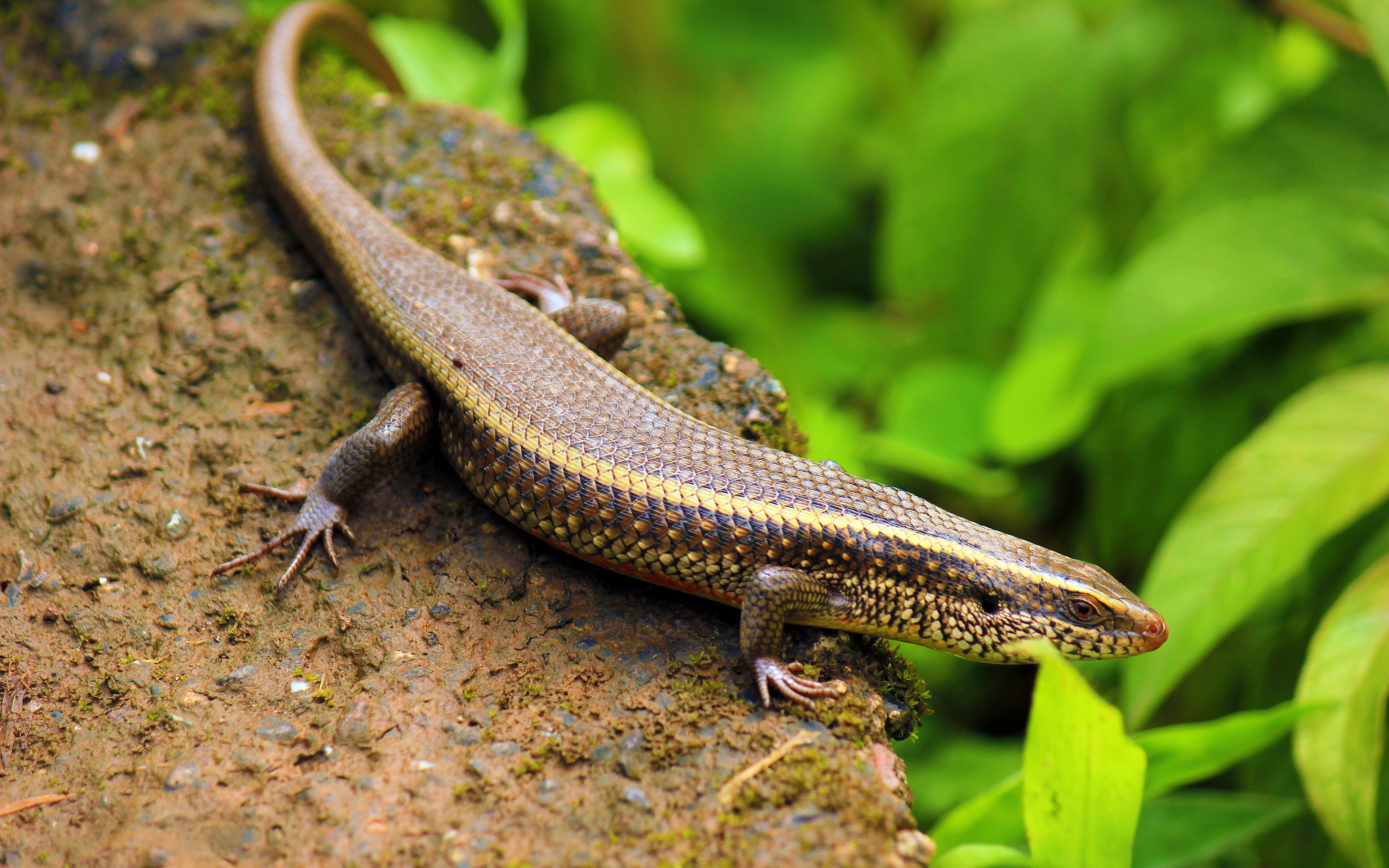
Một con thằn lằn bóng ở Ấn Độ
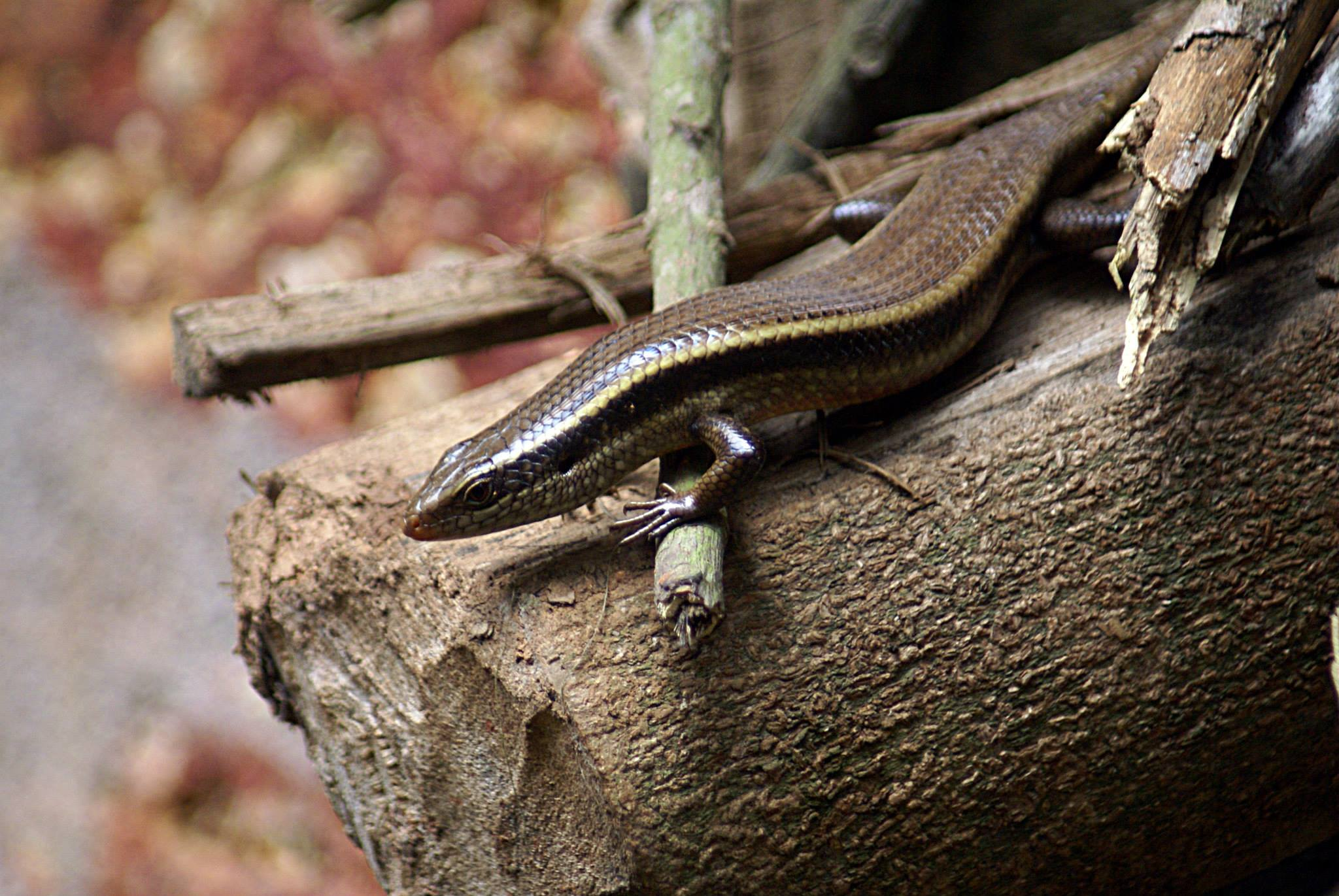
Một con thằn lằn bóng ở Sri Lanka